# Lens-Saint-Remy
Pour les articles homonymes, voir Lens.
Lens-Saint-Remy (en wallon Lin) est une section de la ville belge de Hannut, située en Région wallonne dans la province de Liège et l'arrondissement de Waremme.
C'était une commune à part entière avant la fusion des communes de 1970.
Ses habitants sont les Lensois et Lensoises.
Le village est notamment connu pour son ancien béguinage (qui est aujourd'hui la salle du Carmel, la ferme de l'abbaye et deux habitations de la rue Georges Touret).

## Géographie
Le village se situe à 5 km de la ville de Hannut, 3 km de Geer, 3 km de Braives, 9 kilomètres de Waremme, 18 km de Huy, 31 km de Liège, 32 km de Namur et enfin à 67 km de Bruxelles.
Se trouvant à la limite entre la Hesbaye brabançonne et liégeoise, il fait partie du bassin hydrographique de la Meuse, contrairement à la majorité de la commune de Hannut, qui fait partie du bassin hydrographique de l'Escaut. Le Geer, rivière se jetant dans la Meuse aux Pays-Bas et qui a donné son nom au village limitrophe, y prend sa source.

## Démographie
- Sources:INS, Rem:1831 jusqu'en 1970=recensements, 1976= nombre d'habitants au 31 décembre
- 1890 et 1990: Scission de Abolens (1881) et Bléhen (1896)

## Histoire
Sur le territoire de Lens-Saint-Remy se situait, au temps de la principauté de Liège, le hameau de Jardegnée qui a aujourd’hui disparu. 
C’est le 17 juillet 1970 que la commune de Lens-Saint-Remy est intégrée dans la nouvelle commune de Hannut. Jusqu’à cette date, cette commune était composée de Hannut-Centre et des villages qui composent sa première ceinture (Thisnes, Crehen, Poucet, Bertrée, Avernas-le-Bauduin, Villers-le-Peuplier, Blehen). Des villages de la seconde ceinture, dont fait partie Lens-Saint-Remy, mais aussi Cras-Avernas et Abolens, dès lors plus éloignés du centre, fusionnent à leur tour à l’ensemble hannutois sous prétexte qu’ils dépendent de Hannut pour de nombreux services, que leur population décroît petit à petit et qu’une ligne de bus les relie au centre de la commune, ce qui comble la relative distance du centre. Néanmoins, il semblerait que Lens-Saint-Remy, qui ne dépendait pas tant que cela de Hannut car elle disposait de différentes infrastructures, ait fusionné avec Hannut pour des raisons politiques. En effet, Hannut était de tendance libérale alors que Lens était majoritairement socialiste. Cette fusion permettait de mettre fin à la domination socialiste dans la région. 
Toujours concernant la fusion des communes, un projet de former une commune rurale composée d’Abolens, Blehen, Tourinne, Lens-Saint-Servais et Lens-Saint-Remy, qui en aurait été le centre, avait d’abord été émis.

## Patrimoine et culture

### Patrimoine architectural et sites
Dans le centre de Lens-Saint-Rémy est classé comme site l’ensemble formé par l'ancien couvent des Carmélites, la Place Communale, la drève de tilleuls, l’Église Saint-Remy et le presbytère. Le Carmel est un ancien béguinage qui fut fondé en 1343, érigé principalement dans le courant du XVIIIe siècle. Le monastère  hébergea des religieuses augustines jusqu’en 1797. Sécularisé et transformé en exploitation agricole, il retrouva ensuite son affectation initiale en abritant des carmélites bretonnes jusqu’en 1956. L’église paroissiale était reconstruite en 1760; le vaisseau néo-gothique est  élevé en 1894-1895. 
Le presbytère est érigé dans le courant du XVIIIe siècle.

#### Bâtiments
Le village est composé d'une église, d'un presbytère, d'un monument aux morts, d'une place communale, de trois salles (la salle du Cercle, du Carmel et de l'Espace Lensois), d'une école communale, d'un stade de foot, d'une boulangerie, d'une librairie et d'une pharmacie.

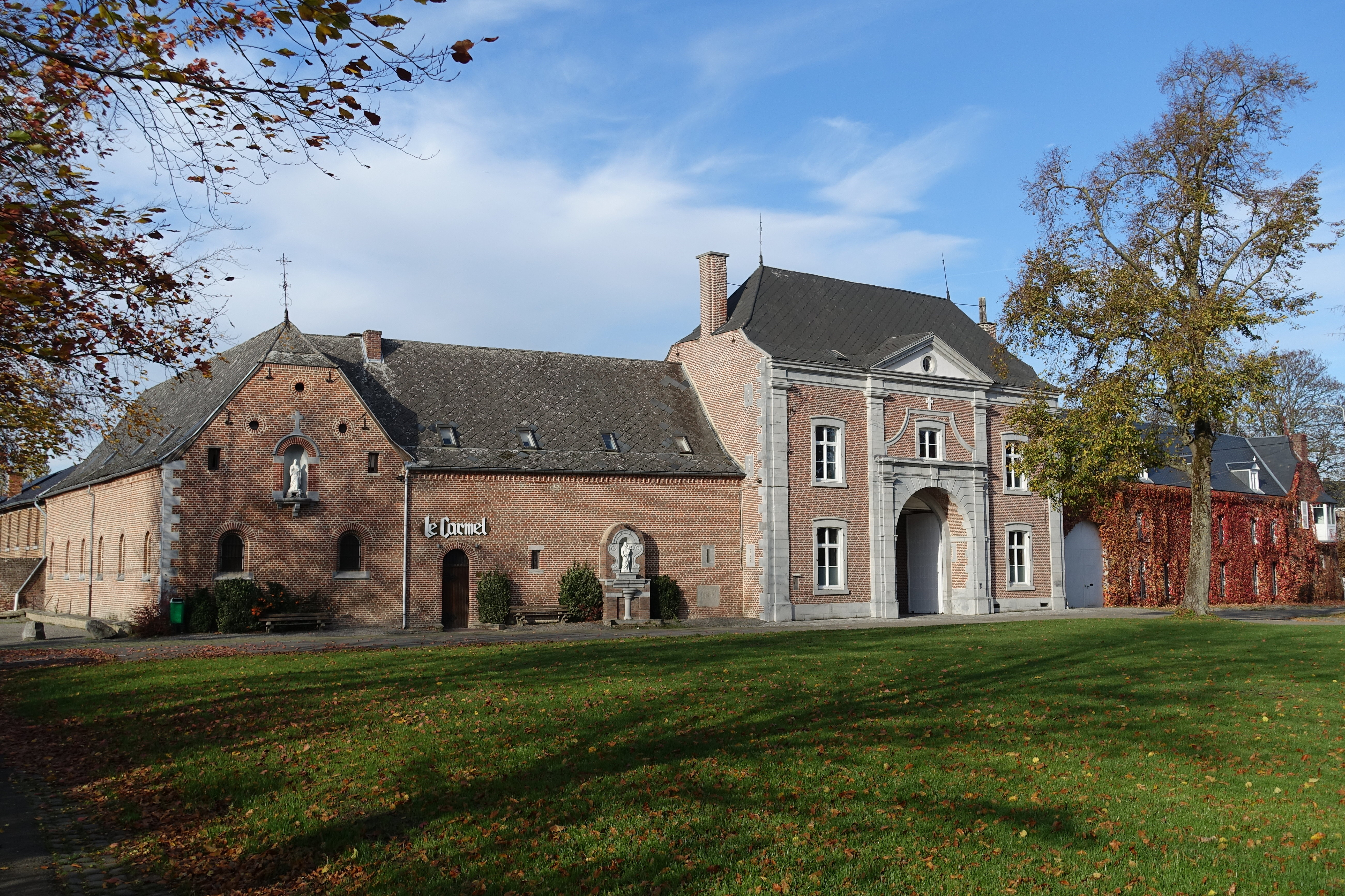
Carmel.
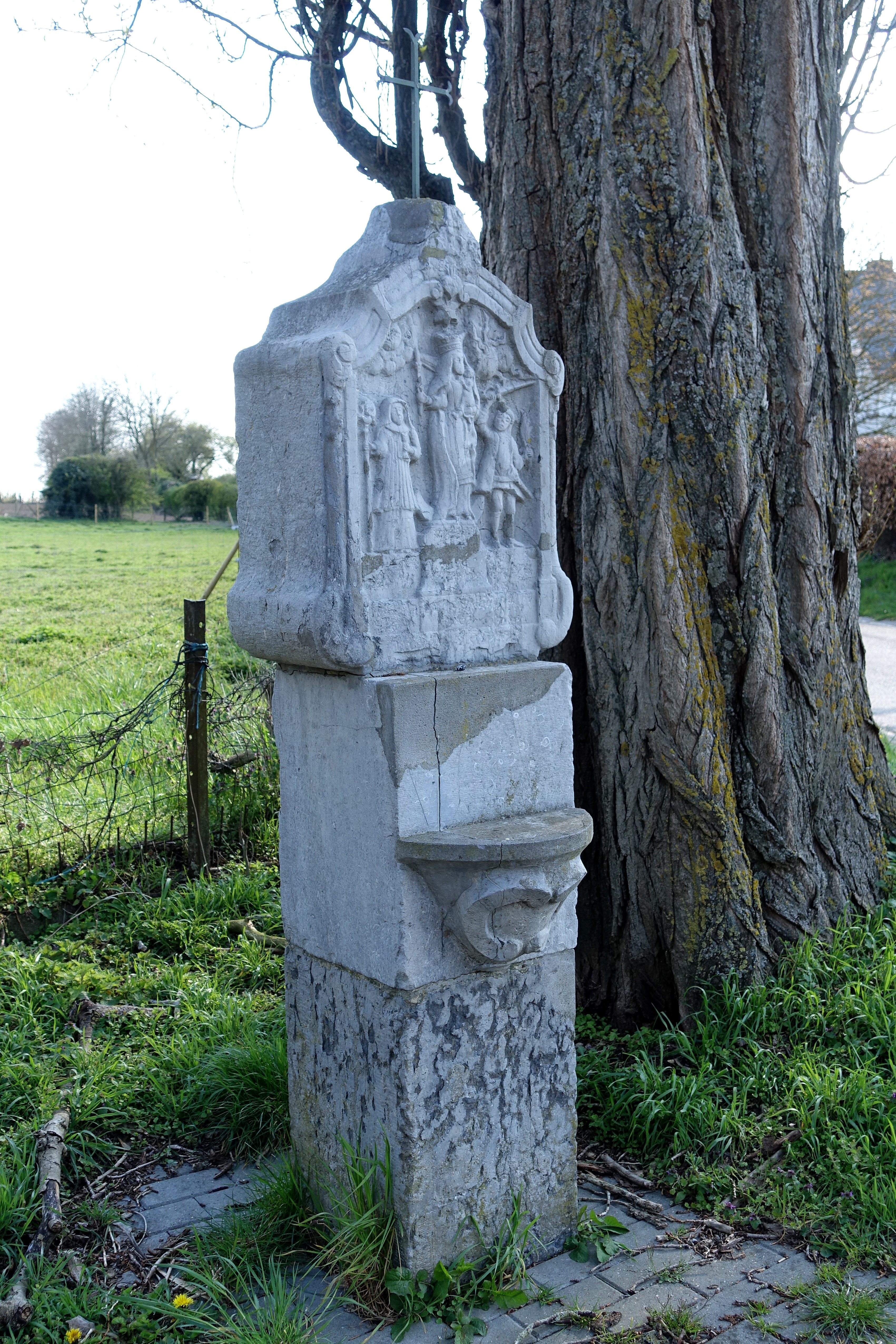
Potale Pierre Motet.
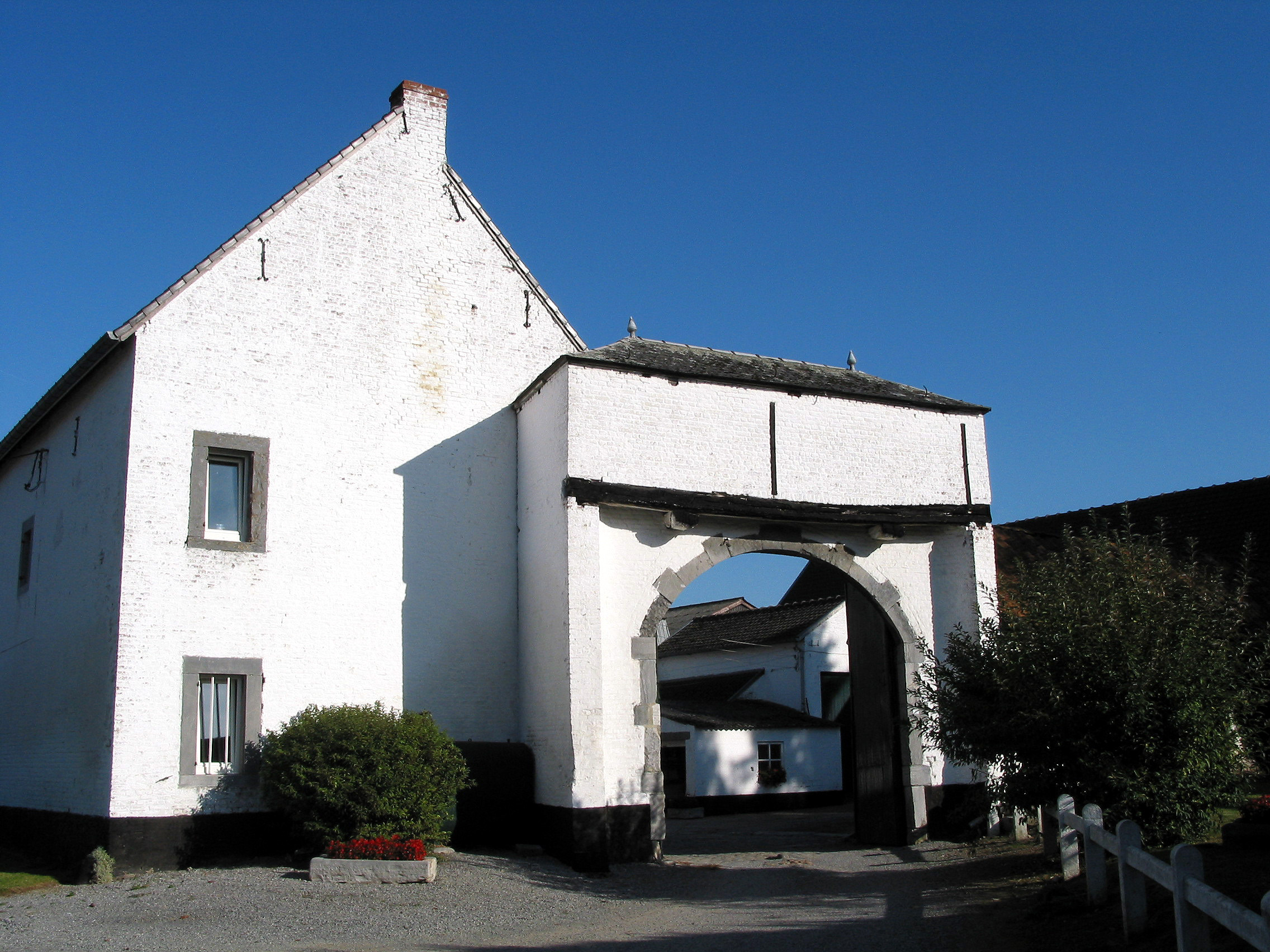
Ferme.